# California Highway Patrol

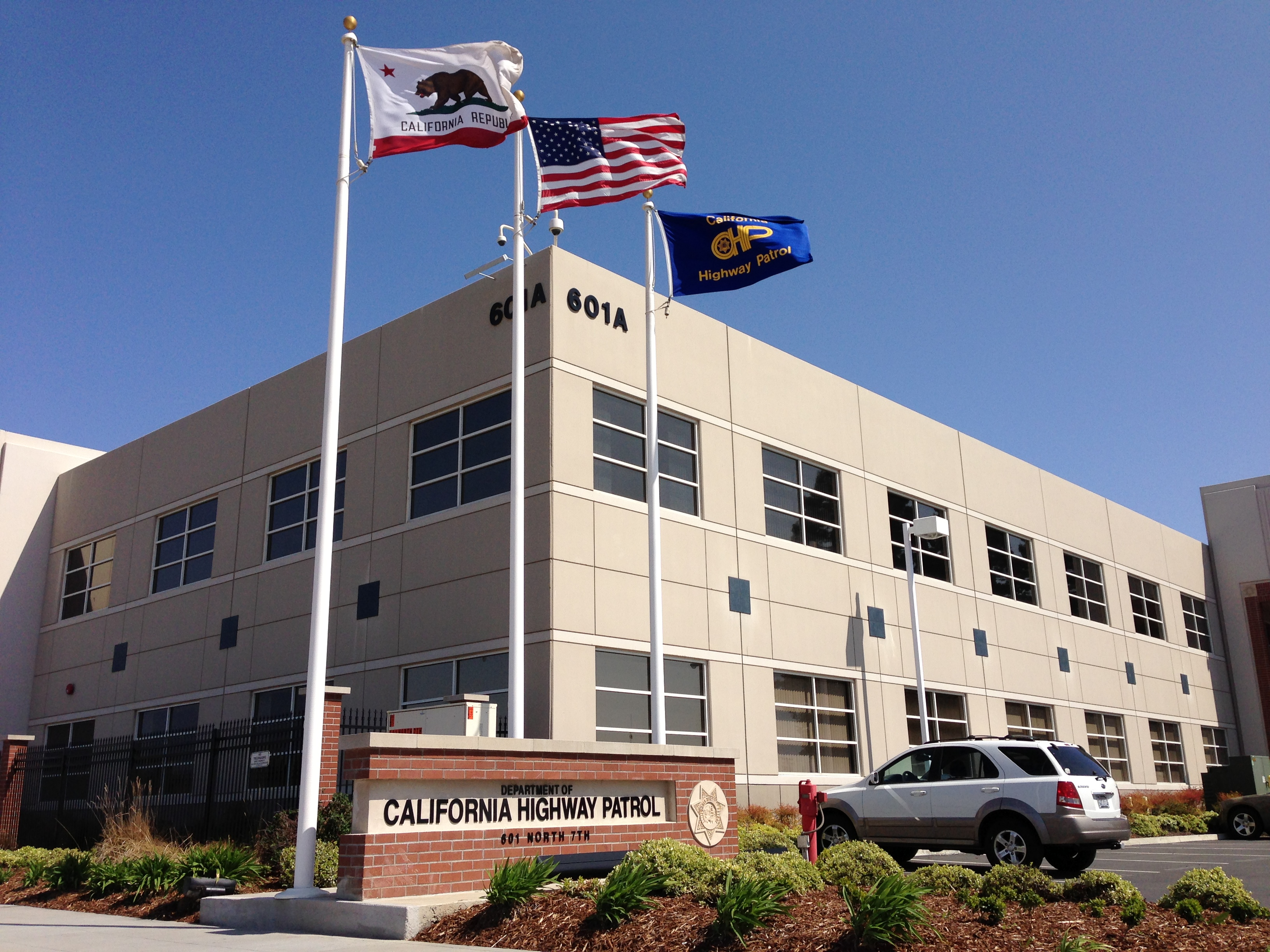
Sede da CHP em Sacramento, em 2013.

California Highway Patrol (CHP) é uma agência de aplicação da lei do estado norte-americano da Califórnia. O CHP tem jurisdição sobre as patrulhas em todas as rodovias da Califórnia e também atua como a polícia estadual.

## Características
De acordo com dados do FBI, a California Highway Patrol é a maior agência estadual de polícia nos Estados Unidos, com mais de onze mil funcionários, dos quais 7.500 são policiais juramentados. A corporação ficou famosa por causa de um seriado de TV chamado CHiPs, exibido em 6 temporadas, de 1977 a 1983 estrelado por Larry Wilcox e Erik Estrada. Era baseado nas aventuras de dois patrulheiros rodoviários em motocicletas na Califórnia.

## Imagens
- Insignia de porta das viaturas
- Emblema usado na manga da camisa dos oficiais
- Distintivo
- Logo
- Ford Police Interceptor Utility substituiu o Ford Crown Victoria Police Interceptor em 2013
- Viatura Ford Crown Victoria Police Interceptor
- Viatura Dodge Charger
- Viatura Dodge Charger
- Unidade de motocicleta no local de um acidente
- Oficiais da patrulha de motocicleta
- Eurocopter AS350B3 Ecureuil ou Esquilo
- Eurocopter AS350B3 Ecureuil ou Esquilo
- Cessna T206H Turbo Stationairs
- Membros da SWAT